# فولفغانغ ماير
فولفغانغ ماير (بالألمانية: Wolfgang Mair)‏ (و. 1980  م) هو لاعب كرة قدم، من النمسا، ولد في ليينز، يلعب كمهاجم.

## روابط خارجية
- فولفغانغ ماير على موقع قاعدة بيانات كرة القدم.إي يو (الإنجليزية)
- فولفغانغ ماير على موقع ناشيونال فوتبول تيمز (الإنجليزية)
- فولفغانغ ماير على موقع عالم كرة القدم.نت (الإنجليزية)